# Warack Ndiatar
Ndiatar (ou Warack Ndiattar, ou Warak) est un village du nord-ouest du Sénégal, qui fait partie de la communauté rurale de Thiolom Fall, de l'arrondissement de Sagatta Gueth, du département de Kébémer et de la région de Louga, dans l'ancienne province du Ndiambour (Njambur).

## Population
Le village compte 481 habitants.

## Personnalités liées à Warack Ndiatar
- Matar Ndoumbé Diop, érudit musulman, né à Warack Ndiatar en 1701[2]

- Sidy Diop